# Sanary-sur-Mer
Sanary-sur-Mer là một xã thuộc tỉnh Var trong vùng Provence-Alpes-Côte d’Azur miền đông nam nước Pháp.

## Twin towns
- Luino, Italy, since 2001